# 립 싱크 배틀
《립 싱크 배틀》(영어: Lip Sync Battle)는 미국의 음악 리얼리티 텔레비전 프로그램이다.